# Chonas-l'Amballan
Chonas-l'Amballan é uma comuna francesa na região administrativa de Auvérnia-Ródano-Alpes, no departamento de Isère. Estende-se por uma área de 7,41 km². Em 2010 a comuna tinha 1 723 habitantes (densidade: 232,5 hab./km²).